# Алгоритм Чудновского
Алгоритм Чудновского (алгоритм умножения Д. В. Чудновского и Г. В. Чудновского, АУЧЧ; алгоритм Чудновского—Чудновского) — быстрый алгоритм для вычисления числа π. Опубликован братьями Чудновскими в 1988 году, использовался ими для вычисления более триллиона знаков после запятой числа π.
Алгоритм основывается на свойстве быстрой сходимости гипергеометрического ряда:
{\displaystyle {\frac {1}{\pi }}=12\sum _{k=0}^{\infty }{\frac {(-1)^{k}(6k)!(13591409+545140134k)}{(3k)!(k!)^{3}(640320^{3})^{k+1/2}}}.}
Эта формула подобна некоторым формулам Рамануджана вычисления числа {\displaystyle \pi }.